# Де Вламинк, Эрик
Эрик де Вламинк (нидерл. Eric De Vlaeminck; 23 марта 1945, Экло, провинция Восточная Фландрия, Бельгия — 4 декабря 2015, коммуна Мидделкерке, провинция Западная Фландрия, Бельгия) — бельгийский профессиональный кроссовый и шоссейный велогонщик в 1964—1980 годах. Старший брат велогонщика Роже де Вламинка.  Семикратный чемпион мира по велокроссу (1966, 1968, 1969, 1970, 1971, 1972, 1973). Победитель этапа на Тур де Франс 1968, многодневных велогонок Тур Бельгии (1969) и Париж – Люксембург (1970). Именем велогонщика названо соревнование по велокроссу «Гран-при Эрика де Вламинка», проводящееся с 2000 года в окрестностях трассы Золдер в Хёсден-Золдер во Фландрии.

## Достижения

### Велокросс

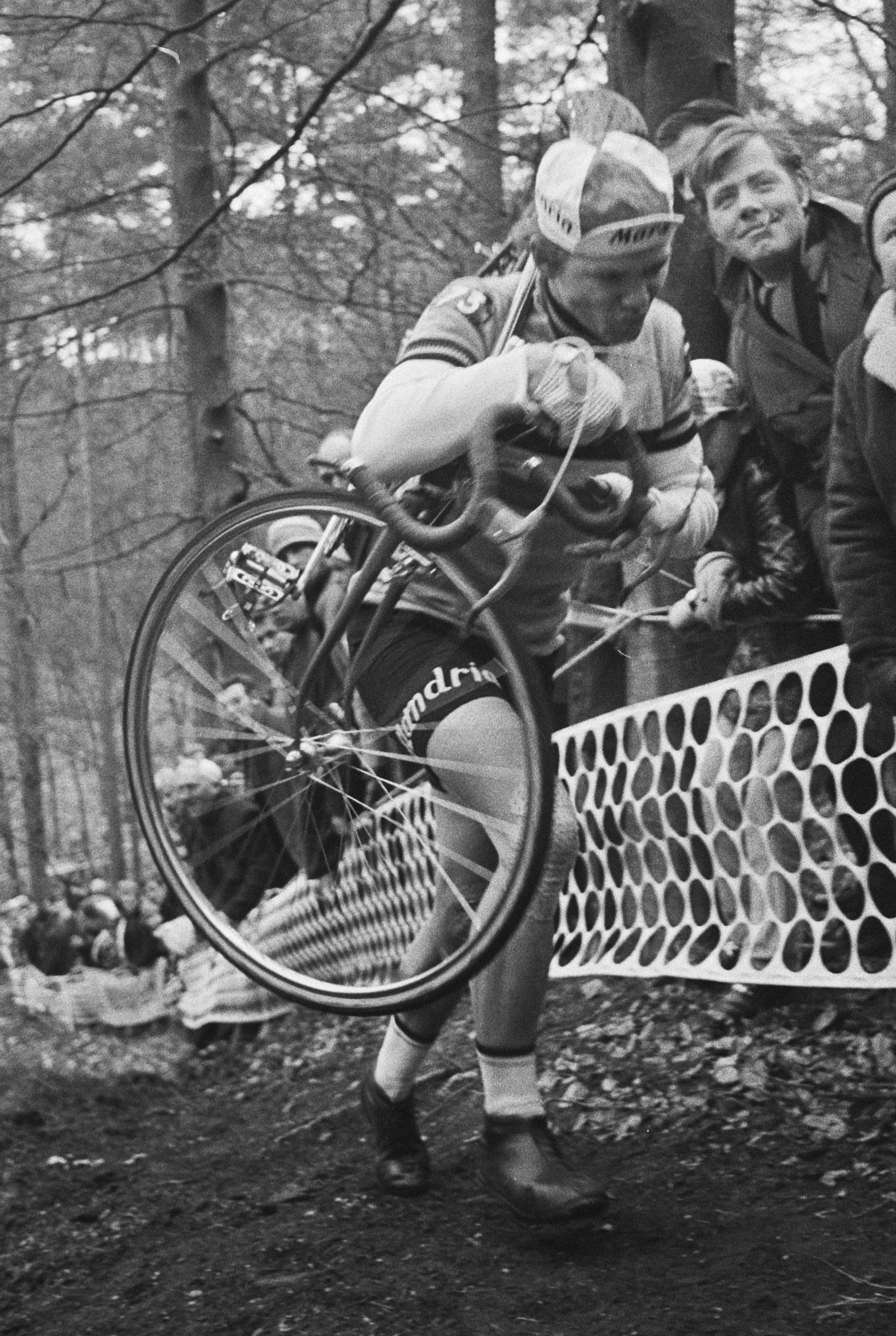
Эрик де Вламинк на чемпионате мира по велокроссу в 1971 году

1965
1-й Druivencross
1-й Jaarmarktcross Niel
1966
1-й  Чемпион мира
1-й  Чемпион Бельгии
1-й Druivencross
1-й Noordzeecross
1-й Jaarmarktcross Niel
1967
1-й Druivencross
1-й Jaarmarktcross Niel
5-й Чемпионат мира
1968
1-й  Чемпион мира
1-й  Чемпион Бельгии
1-й Druivencross
1-й Jaarmarktcross Niel
1969
1-й  Чемпион мира
1-й Noordzeecross
2-й Druivencross
1970
1-й  Чемпион мира
1-й Jaarmarktcross Niel
1-й Duinencross
1971
1-й  Чемпион мира
1-й  Чемпион Бельгии
1-й Druivencross
1-й Noordzeecross
1-й Duinencross
1972
1-й  Чемпион мира
1-й  Чемпион Бельгии
1-й Druivencross
1973
1-й  Чемпион мира
1-й Noordzeecross
3-й Druivencross
1975
1-й Noordzeecross
2-й Чемпионат Бельгии
3-й Druivencross
4-й Чемпионат мира
1976
1-й Druivencross
3-й Чемпионат Бельгии
1977
1-й Druivencross
3-й Чемпионат мира
3-й Чемпионат Бельгии
1979
2-й Jaarmarktcross Niel

### Шоссе
1968
1-й — Этап 2 Тур де Франс
6-й Дварс дор Фландерен
1969
1-й Три дня Западной Фландрии

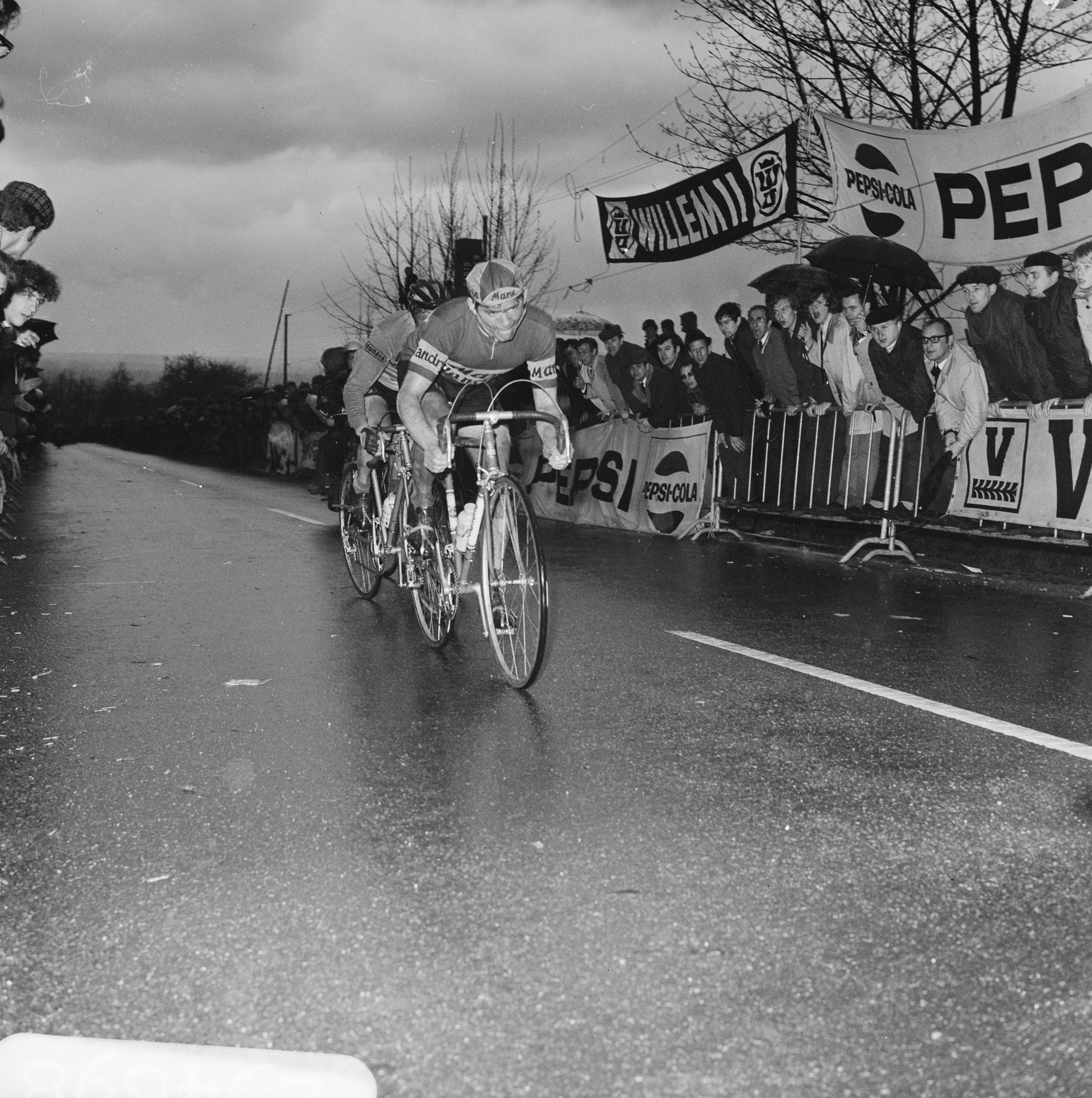
Эрик де Вламинк на Амстел Голд Рейс 1970

1-й  Тур Бельгии — Генеральная классификация
1-й — Этап 1
1-й Чемпионат Фландрии
1-й — Этап 1 Grand Prix du Midi libre
2-й Флеш Валонь
3-й Гент — Вевельгем
1970
1-й Париж — Люксембург — Генеральная классификация
1-й Гран-при кантона Аргау
3-й Флеш Валонь
3-й Тур Бельгии — Генеральная классификация
4-й Льеж — Бастонь — Льеж
5-й Де Кюстпейл
8-й Брюссель — Ингойгем
10-й Супер Престиж Перно
1971
1-й — Пролог Тур Люксембурга
5-й E3 Харелбеке
9-й Париж — Рубе
1977
3-й E3 Харелбеке
3-й Три дня Западной Фландрии
7-й Tour d'Indre-et-Loire — Генеральная классификация
1-й — Очковая классификация
1-й — Этап 2а

## Статистика выступлений

### Гранд-туры
| Гранд-тур                 | 1968 | 1969 | 1970 | 1971 |
| ------------------------- | ---- | ---- | ---- | ---- |
| Джиро д’Италия            | —    | —    | —    | —    |
| Тур де Франс              | 51   | —    | НФ   | 62   |
| (c 2010 ) Вуэльта Испании | НФ   | —    | —    | —    |

| —  | Не участвовал  |
| НФ | Не финишировал |